# دبیرخانه بخش اکورانا
دبیرخانه بخش اکورانا (به لاتین: Akurana Divisional Secretariat) یک منطقهٔ مسکونی در سری‌لانکا است که در استان مرکزی (سری‌لانکا) واقع شده‌است.